# Piacenza d’Adige
Piacenza d’Adige – miejscowość i gmina we Włoszech, w regionie Wenecja Euganejska, w prowincji Padwa.
Według danych na rok 2004 gminę zamieszkiwało 1419 osób, 78,8 os./km².